# Ostrów Północny
Ostrów Północny [ˈɔstruf puu̯ˈnɔt͡snɨ] est un village polonais de la gmina de Szudziałowo dans le powiat de Sokółka et dans la voïvodie de Podlachie. Il se situe à environ 4 kilomètres au sud de Szudziałowo, à 20 kilomètres au sud-est de Sokółka et à 39 kilomètres au nord-est de Białystok. 